# Teluk Cilauteureun
Teluk Cilauteureun är en vik i Indonesien.   Den ligger i provinsen Jawa Barat, i den västra delen av landet, 180 km sydost om huvudstaden Jakarta.